# Nigerskie Siły Powietrzne
Nigerskie Siły Powietrzne (Escadrille nationale du Niger) dysponują głównie samolotami produkcji zachodniej. W przeszłości dostarczono 2 samoloty Lockheed C-130 Hercules i 3 Nord Noratlas N-2501 służące do celów łącznikowo-transportowych. Ponadto z użycia wycofano Douglas C-54 Skymaster. Obecnie wykorzystywane są 2 lekkie transportowce typu Dornier Do 28 i Dornier Do 228, 1 C-130H, 2 Mi-17 Hip-H oraz 1 Boeing 737-200 Adv (#5U-BAG) do transportu VIP.